# Церковь Преображения Господня (Слепушкино)
Церковь Преображения Господня — православный храм Наро-Фоминского благочиния Одинцовской епархии Русской Православной Церкви в деревне Слепушкино Наро-Фоминского городского округа Московской области.

## История
Первое упоминание о старой деревянной церкви Преображения Господня в селе Слепушкино, вотчине Чудова монастыря, относится к 1637 году, на месте которой, в 1660 году, по ходатайству архимандрита Чудова монастыря Ферапонта, было начато строительство новой. Время строительства каменной церкви документально не зафиксировано: предположительно, строительство храма, с приделом рождества Иоанна Предтечи в трапезной, было начато в 1804 году и закончилось к 1808 году (в 1908 году отмечалось столетие). Церковь строили на средства прихожан, в 1905 году был сделан капитальный ремонт: впервые были расписаны стены, устроено духовое отопление, сделан иконостас, поставлены новые главы и крест.
Храм закрыли во второй половине 1930-х годов, использовали под различные нужды, затем продолжительное время оставался в запустении, что привело к обрушению свода трапезной. Передан Церкви в начале 1990-х, вскоре образовался приход, в конце 1998 года назначен настоятель. На праздник Крещения в 1999 году под открытым небом была совершена первая литургия. Ведутся восстановительные работы: в 2001 году возвели главу и крест, 14 августа 2003 года состоялось освящение и поднятие на колокольню звонницы из семи колоколов.

## Духовенство
- Настоятель храма — протоиерей Николай Студеникин[1].